# Poeciliopsis monacha
Poeciliopsis monacha är en fiskart som beskrevs av Miller, 1960. Poeciliopsis monacha ingår i släktet Poeciliopsis och familjen Poeciliidae. IUCN kategoriserar arten globalt som otillräckligt studerad. Inga underarter finns listade i Catalogue of Life.